# 마니 닉슨
마니 닉슨(Marni Nixon, 1930년 2월 22일 ~ 2016년 7월 24일)은 미국의 가수이다. 많은 뮤지컬 영화에서 여배우의 가창 장면의 더빙을 담당했다.